# Breklum
Breklum (nordfriesisch: Brääklem) ist eine Gemeinde im Kreis Nordfriesland in Schleswig-Holstein. Borsbüll und Riddorf liegen im Gemeindegebiet.

## Geografie

### Geografische Lage
Das Gemeindegebiet von Breklum erstreckt sich zu beiden Seiten des Übergangs der Naturräume Nordfriesische Marsch und Bredstedt-Husumer Geest. Der Marschbereich ist Bestandteil vom Breklumer Koog.

### Gemeindegliederung
Neben dem namenstiftenden Hauptort Breklum, befinden sich u. a. auch:
- Borsbüll (dänisch: Borsbøl; nordfriesisch: Buursbel)
- Borsbüllfeld
- Breklumer Koog (anteilig)
- Breklumfeld
- Riddorf (Ridderup; Rääderup)
- Riddorffeld

im Gemeindegebiet.

### Nachbargemeinden
Nachbargemeinden von Breklum sind wie folgt:
| Bredstedt  | Sönnebüll                                   | Vollstedt |
| Reußenköge | Kompassrose, die auf Nachbargemeinden zeigt | Drelsdorf |
|            | Struckum                                    |           |

### Geologie
Das Gemeindegebiet ist geologisch betrachtet in zwei höchst unterschiedlichen Zeiträumen ausgeprägt worden. Der höher gelegene Geestbereich ist ein Produkt des bis hierher vorgestoßenen nordeuropäischen Festland-Eisschilds während des Saale-Komplexes. Dieser schub die Altmoräne des Stollbergs im Norden von Bredstedt als deren höchsten Gipfel weit an den Rand der Nordsee vor. Die nach Süden hin steil abfallenden Hänge sind in südöstlicher Richtung weniger mächtig. Diese flachwelligen Ausläufer bilden heute den Untergrund des östlichen Gemeindegebiets. Das vergleichsweise kleine Marschengebiet im Westteil der Gemeinde zählt anteilig zum Breklumer Koog. Dieser wurde um 1520 eingedeicht und reicht im Süden bis nah an den früheren Mündungsbereich der Arlau beim Wallsbüller Saatkoog heran.

## Geschichte

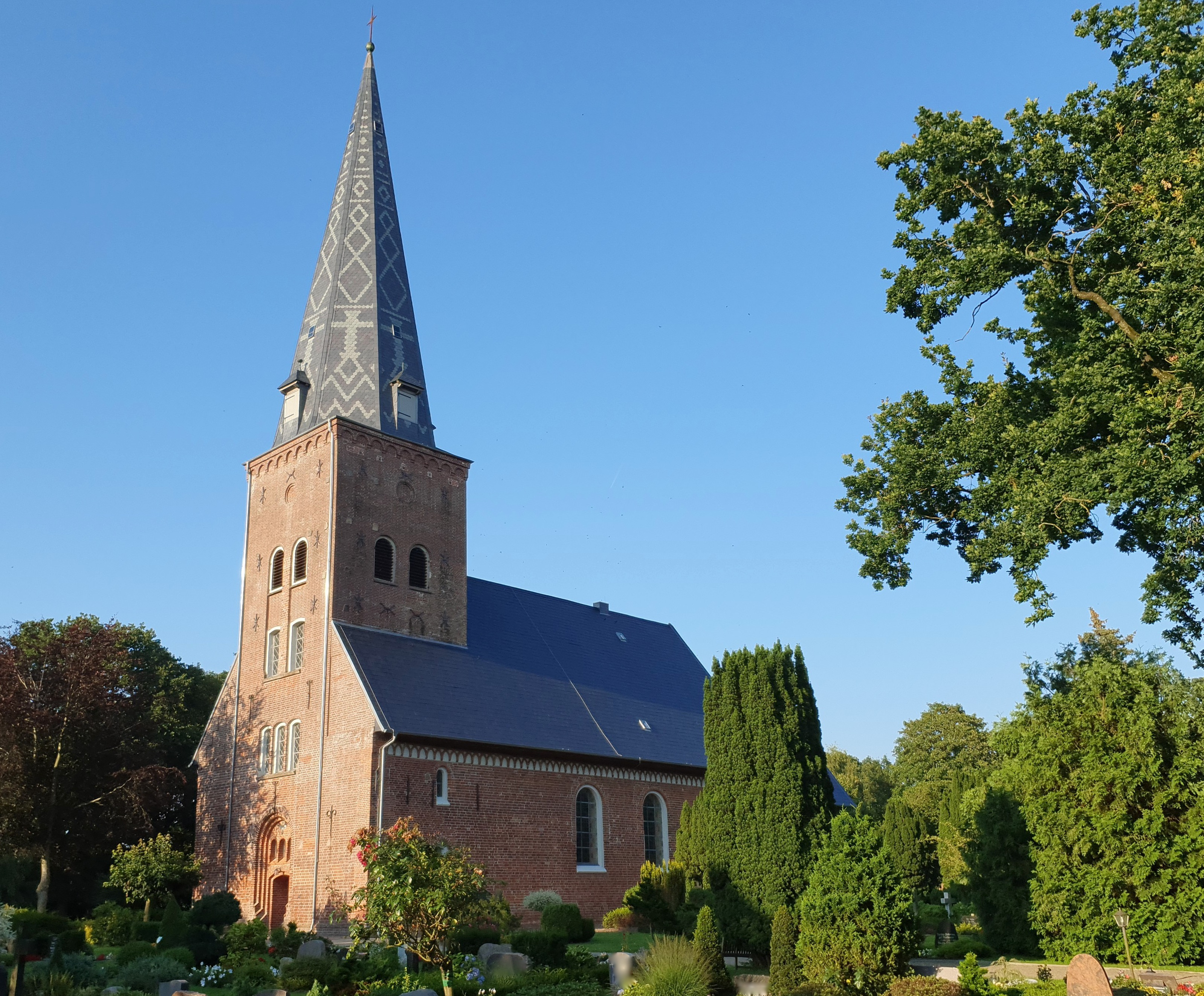
Breklumer Kirche

Die ersten Spuren einer Besiedlung stammen aus der jüngeren Steinzeit (ca. 4300–2300 v. Chr.). Es wurden Siedlungsreste und Megalithgräber (Großsteingräber) gefunden, die auf eine größere Ansiedlung im Bereich des heutigen Breklum schließen lassen. Ebenso wurden Kulturgegenstände wie Tonscherben und Dolche aus Flint gefunden. Die Besiedlung lässt sich seitdem durch die Zeit verfolgen: Grabhügel und andere Funde aus der Bronzezeit (ca. 2300–550 v. Chr.), Urnenfelder aus der Eisenzeit (ca. 550 v. Chr.–400 n. Chr.) sowie Spuren einer Besiedlung aus der Wikingerzeit (800–1100 n. Chr.).
Die Breklumer Kirche, die vermutlich dem Heiligen Olaf geweiht war, wurde um 1200 errichtet. Sie gilt als ein besonderes Bauwerk der späten Backsteinromanik im Landesteil Schleswig. Das Mauerwerk, welches zum Teil aus großen Feldsteinen besteht, weist die Kirche als eine Wehrkirche aus, in der die Bewohner des Umlandes bei Überfällen Schutz finden konnten. Von der mittelalterlichen Ausstattung haben sich drei Stücke erhalten: ein Triumphkreuz (um 1400), ein Altarkreuz (1420–30) und eine 133 cm hohe Eichenskulptur des heiligen Olaf (um 1430), die eventuell in Niedersachsen (Bremen?) gefertigt wurde. Breklum war ein Kirchspiel, und die Kirche bildete in der Nordergoesharde ein Zentrum für die Bewohner dieser Harde. Im 14. Jahrhundert erlangten die bisher zum Kirchspiel zählenden Gemeinden Bordelum und Drelsdorf ihre jeweilige Eigenständigkeit. Bis 1530 gehörte auch Bredstedt zum Kirchspiel Breklum.

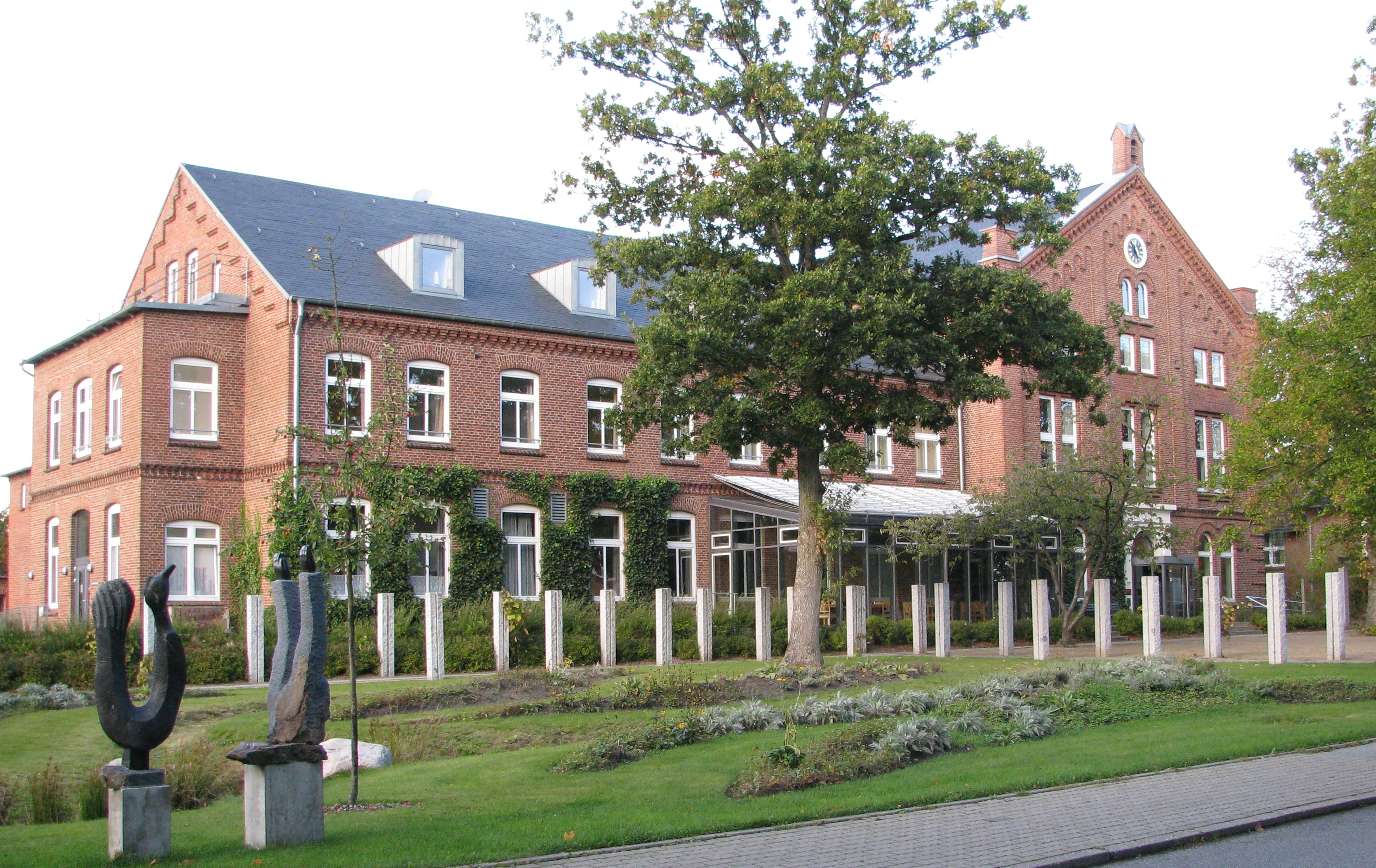
Martineum des Christian Jensen Kollegs

1876 gründete der Breklumer Pastor Christian Jensen (1839–1900) die Missionsgesellschaft für Schleswig-Holstein (heute: Zentrum für Mission und Ökumene – Nordkirche weltweit). Das Zentrum bildet heute keine Missionare mehr aus, fördert aber durch Stipendien zeitlich befristete Auslandsaufenthalte von Freiwilligen im Bereich des kirchlichen Dienstes. Darüber hinaus fungiert das Zentrum als Netzwerk zu kirchlichen und ökumenischen Einrichtungen, sowie Nichtregierungsorganisationen in Afrika, Asien, Europa, Amerika und dem pazifischen Raum.
Nach der Gründung der preußischen Provinz Schleswig-Holstein im Jahr 1866 entstand aus dem Kirchspiel Breklum eine Kirchspielslandgemeinde. Sie umfasste die elf Dorfschaften Almdorf, Borsbüll, Breklum, Fehsholm, Högel, Lütjenholm, Riddorf, Sönnebüll, Struckum, Vollstedt und Wallsbüll.
Bei der Reichstagswahl März 1933 stimmten bei einer Wahlbeteiligung von 85,6 % für die NSDAP 72,6 %, für die DNVP 10,9 %, für die SPD 9,5 % und für die KPD 3,3 %.
Im Verlauf des Jahres 1934 wurde die Kirchspielslandgemeinde Breklum aufgelöst.
Im jetzigen Umfang entstand die Landgemeinde Breklum am 1. Dezember 1934 durch Zusammenlegung der Dorfschaften Riddorf, Breklum, Borsbüll und des nördlichen Teils des Breklumerkoogs.

## Politik

### Gemeindevertretung
Die am 14. Mai 2023 im Zuge der Kommunalwahlen in Schleswig-Holstein 2023 durchgeführt Gemeindewahl in Breklm ergab folgendes Ergebnis:
- CDU: 4
- SPD: 2
- WGB: 7

Die Wahlbeteiligung betrug 55,8 Prozent.

### Bürgermeister
Auf der konstituierenden Sitzung der Gemeindevertretung für die Wahlperiode 2023–2028 am 8. Juni 2023 wurde Claus Lass (WGB) wiederholt zum Bürgermeister gewählt.

### Wappen
Blasonierung: „In Grün ein asymmetrischer silberner Farnwedel, oben rechts eine silbern-rote Lutherrose.“

## Wirtschaft und Infrastruktur

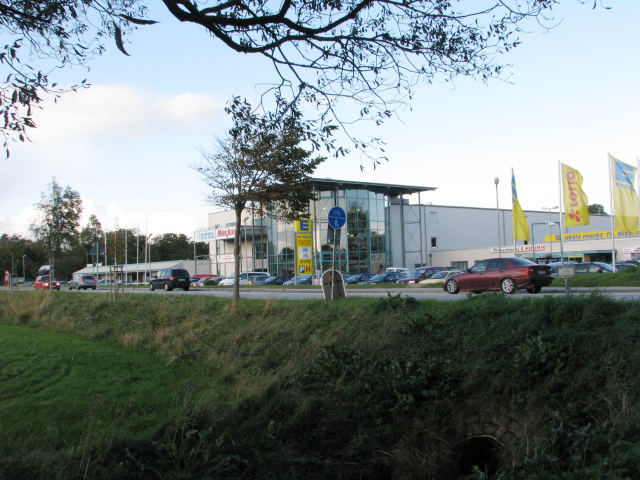
Einzelhandelsbetriebe im Zentrum Breklums

Die Wirtschaftsstruktur der Gemeinde ist mittelständisch geprägt. Die vor Ort ansässigen Unternehmen verfügen über ein breites Angebot von Gütern und Dienstleistungen.
Die Wohnnutzung ist heute für den Ort bedeutsamer als die Landwirtschaft.
Fremdenverkehrsbetriebe sind mehrere Ferienwohnungen und in Riddorf eine Pension.
An der Nordseeküste westlich von Breklum befindet sich in der Nachbargemeinde Reußenköge der in seiner Gänze zum Naturschutzgebiet erklärte Beltringharder Koog.

### Ansässige Unternehmen
In der Gemeinde sind drei Familienunternehmen im Bereich Einzelhandel ansässig. Sie sind in den Bereichen Lebensmitteleinzelhandel (EDEKA), Möbelhandel und Automobilhandel tätig. Letzteres vertreibt Marken des Konzerns Volkswagen und hat auch Filialbetriebe in Husum und Tarp.
In der Gemeinde ist daneben auch ein Filialbetrieb des Einzelhandelsunternehmen Lidl vorhanden.
Mit dem Christian Jensen Kolleg befindet sich ein Tagungs- und Bildungszentrum im Ort. Der Ursprung dieser Einrichtung liegt in der Nordelbischen Missionsanstalt, bekannt als „Breklumer Mission“, die von Christian Jensen gegründet wurde.
Das Unternehmen DIAKO Nordfriesland ist im Ortsteil Riddorf ansässig und betreibt vor Ort eine Fachklinik für Psychiatrie und psychosomatische Erkrankungen.

### Verkehr
Breklum wird von der Bundesstraße 5 und der Marschbahn nahezu in Parallellage durchquert. Beide bilden sowohl das Rückgrat des Reiseverkehrs zu den Nordfriesischen Inseln und Halligen, als auch des werktäglichen Pendlerverkehrs in die Zentralen Orte entlang der Strecke. In der zuerst genannten Funktion war die Bundesstraße auch Teilstück der ehemals als Ferienstraße vermarkteten Grünen Küstenstraße.
Aufgrund der anwachsenden Verkehrsströme ist eine östliche Verlegung im Zuge der Ortsumgehung Hattstedt–Bredstedt planfestgestellt worden. Aufgrund von anhängigen Klagen im Bereich eines anderen Streckenabschnitts kommt es jedoch zu Verzögerungen bei der Planungsdurchführung, die ein Planänderungsverfahren notwendig macht.
Da Breklum zu keiner Zeit einen eigenen Bahnhof besessen hat – die benachbarten Orte Bredstedt und Struckum hatten im Personen- bzw. Güterverkehr aufgrund der gewachsenen Struktur eine dominante Rolle – erfolgt nunmehr seit 1. August 2019 die ÖPNV-Anbindung über eine überörtliche Regionalbuslinie (R120) zwischen Husum und Bredstedt/Mönkebüll. Im langgestreckten Kernort werden die zwei Haltestellen Breklum, Herrengabe sowie Breklum Nord angefahren. Eine weitere Linie (R125 Bredstedt–Flensburg) führt durch das nördliche Gemeindegebiet am Rande des Ortsteils Riddorf vorbei. Hier werden die Haltestellen Breklum, Riddorfer Ring und Breklum, Kirche angefahren.  Seit dem 17. April 2023 verkehrt anstelle des bisherigen Rufbusses der sogenannte „Lüttbus“ im Raum des mittlerem Nordfrieslands.

## Sport
Der SV Germania Breklum ist 1920 entstanden und ist einer der größten außerstädtischen Sportvereine in der Umgebung. Der neue Sportpark wurde am 19. Juni 2010 eingeweiht. Am 1. Januar 2020 wurde der Sportverein 100 Jahre alt. Anlässlich des Jubiläums hat der Sportverein sowohl vom derzeitigen Bundespräsidenten Frank-Walter Steinmeier sowie vom derzeitigen Ministerpräsidenten von Schleswig-Holstein Daniel Günther eine Urkunde erhalten. Im SV Germania Breklum werden unter anderem die Sportarten Fußball, Faustball, Tischtennis sowie Turnen angeboten.

## Persönlichkeiten

### Söhne und Töchter der Gemeinde
- Uwe Pörksen (* 1935), Professor für Sprache und Ältere Literatur
- Fiede Kay (1941–2005), Sänger und Liedermacher niederdeutscher Lieder

### Mit Breklum verbunden
- Christian Jensen (1839–1900), evangelischer Pastor und Begründer der Missionarsausbildung in Breklum
- Heinrich Hansen (* 1861 in Klockries bei Lindholm; † 1940 in Breklum), evangelischer Pfarrer und Initiator der Hochkirchlichen Vereinigung
- Carsten Kühl (1887–1964), Maler, Bildhauer und Heimatforscher – lebte zusammen mit seiner Frau Marie mehrere Jahrzehnte in Breklum, wo er auch starb